# Корестоуцы
Корестоуцы также Корестэуць (рум. Corestăuți) — село в Окницком районе Молдавии. Является административным центром коммуны Корестэуць, включающей также село Стэлинешть.

## География
Село расположено на высоте 219 метров над уровнем моря.

## Население
По данным переписи населения 2004 года, в селе Корестэуць проживает 1137 человек (491 мужчина, 646 женщин).
Этнический состав села:
| Национальность | Число жителей | Процентный состав |
| -------------- | ------------- | ----------------- |
| украинцы       | 763           | 67,11             |
| молдаване      | 326           | 28,67             |
| русские        | 31            | 2,73              |
| болгары        | 10            | 0,88              |
| гагаузы        | 1             | 0,09              |
| прочие         | 6             | 0,53              |
| Всего          | 1137          | 100 %             |

## Экономика
В Корестоуцах зарегистрированы предприятия Elixir SRL, Mirabo SRL и Moara-Corestăuţi SRL.

## Археология
На юго-восточной окраине села обнаружен курган высотой 2 м. Он известен в селе под названием Могила. В кургане на глубине около 1 м был обнаружен деревянный сруб и кости черепа. В селе на огороде Н. И. Кирницкого обнаружен другой курган высотой 0,5 м. Насыпь была значительно разрушена земляными работами, через неё проходит также дорога. Три кургана высотой около 1 м каждый расположены к западу от села, в урочище Паланида, справа от шоссе Окница — Бричаны. Насыпи распаханы. Курган высотой около 1 м был найден к западу от села, в урочище Гумария, слева от шоссе Окница — Бричаны. Насыпь сильно разровнена вспашкой.